# Monochaetum macrantherum
Monochaetum macrantherum là một loài thực vật có hoa trong họ Mua. Loài này được Gleason mô tả khoa học đầu tiên năm 1929.